# Amastris obscura
Amastris obscura är en insektsart som beskrevs av Broomfield 1976. Amastris obscura ingår i släktet Amastris och familjen hornstritar. Inga underarter finns listade i Catalogue of Life.